# Camponotus excisus
Camponotus excisus är en myrart som beskrevs av Mayr 1870. Camponotus excisus ingår i släktet hästmyror, och familjen myror. Inga underarter finns listade.

## Bildgalleri

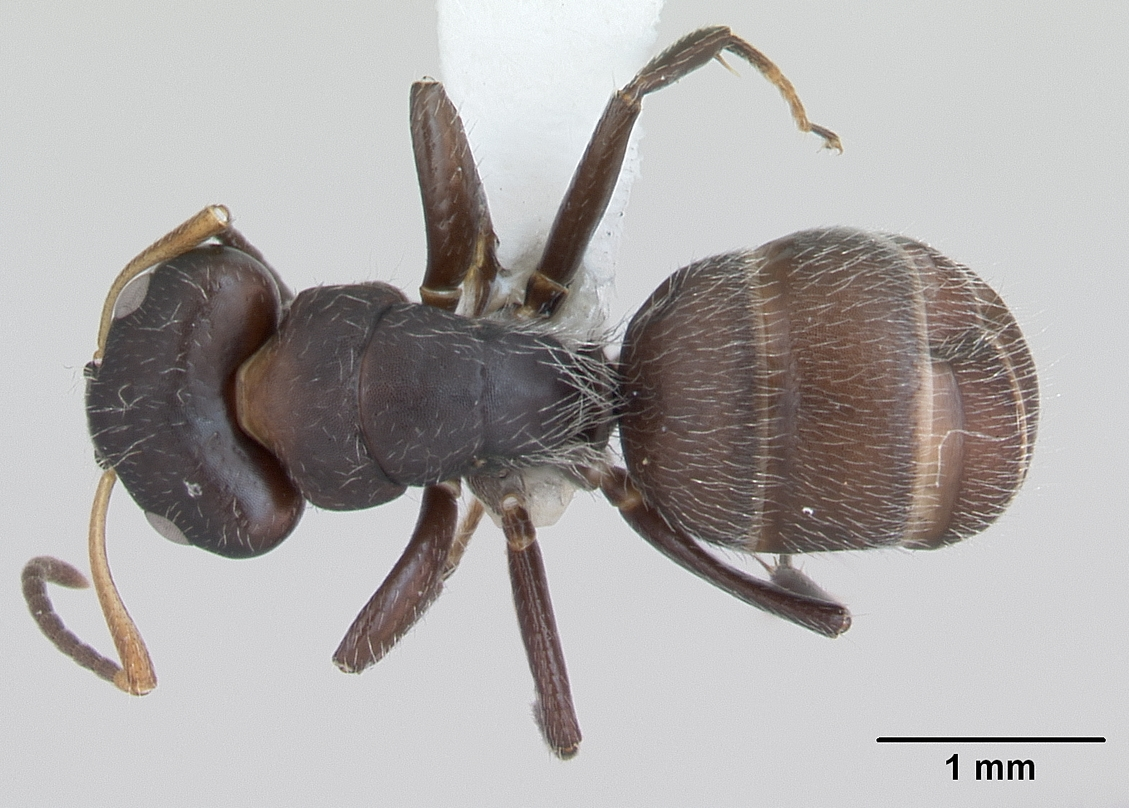
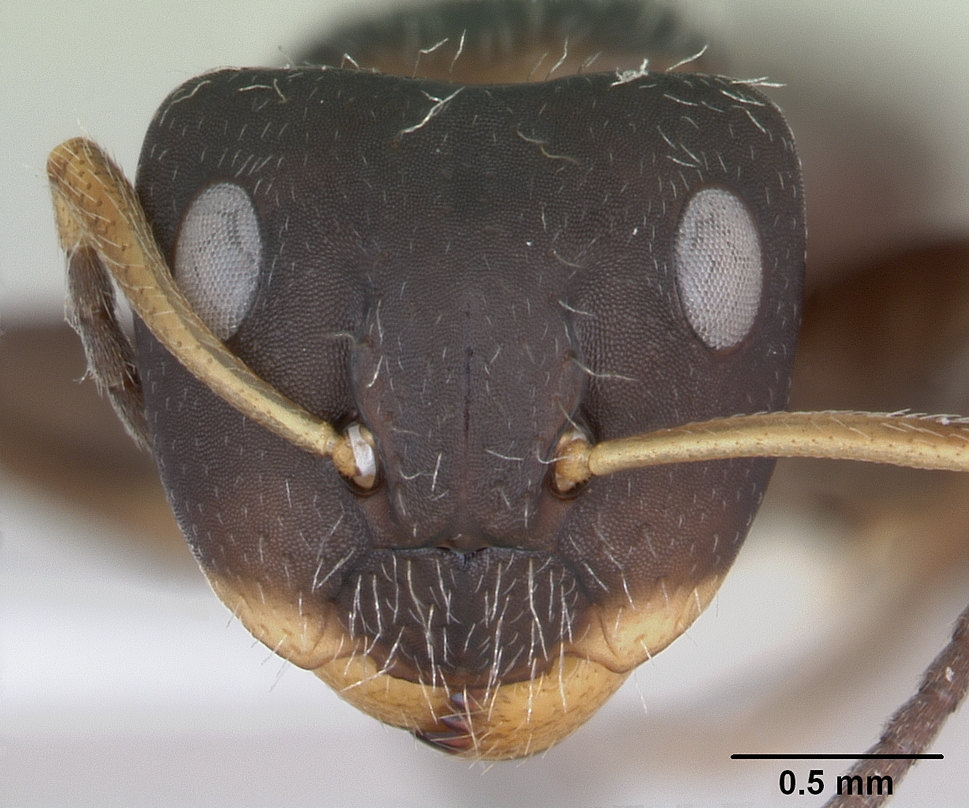
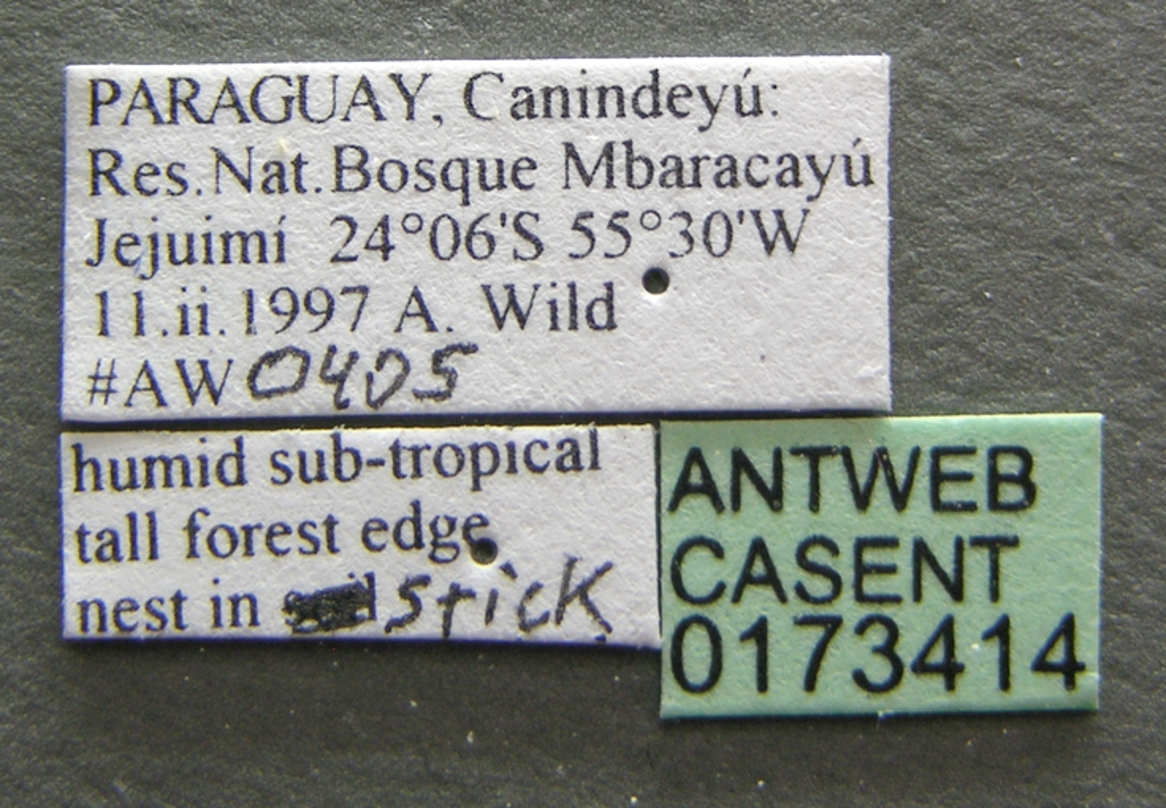
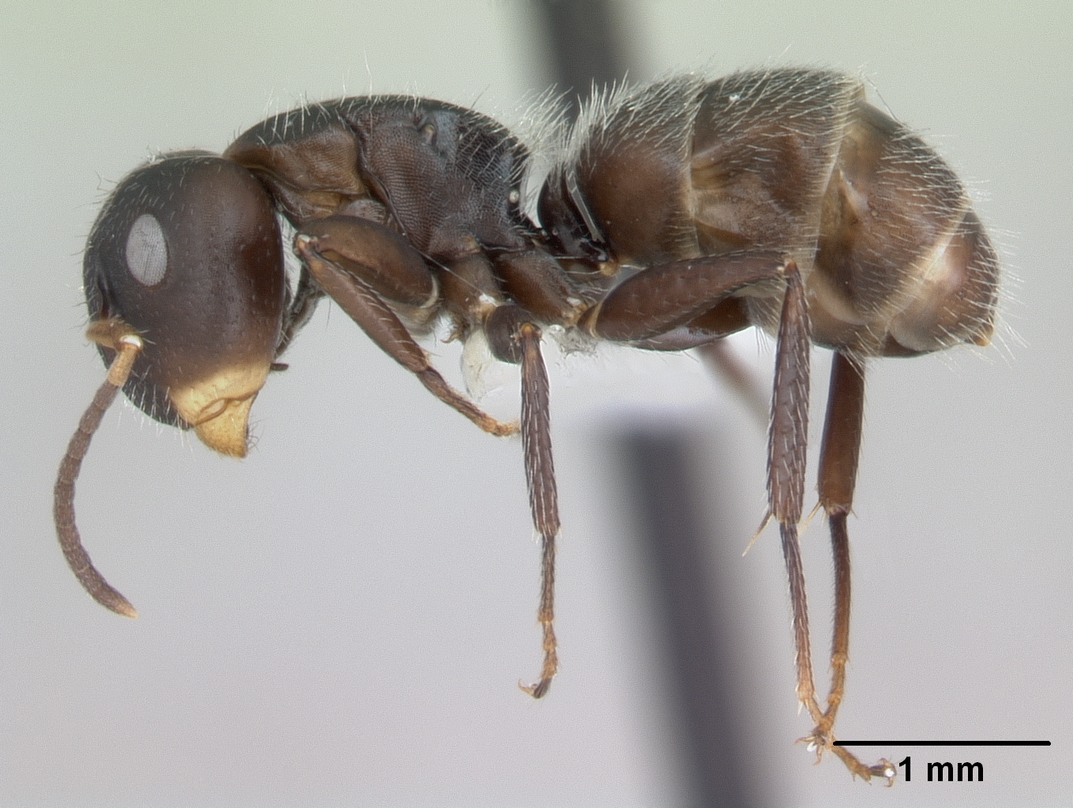
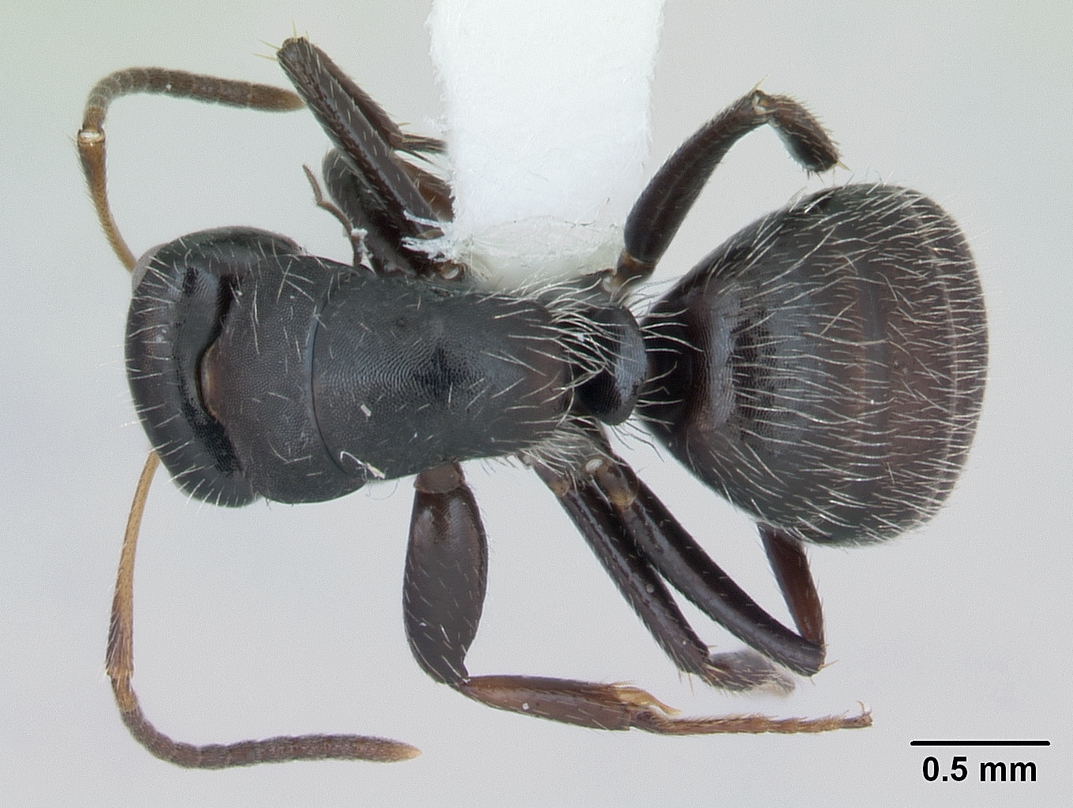
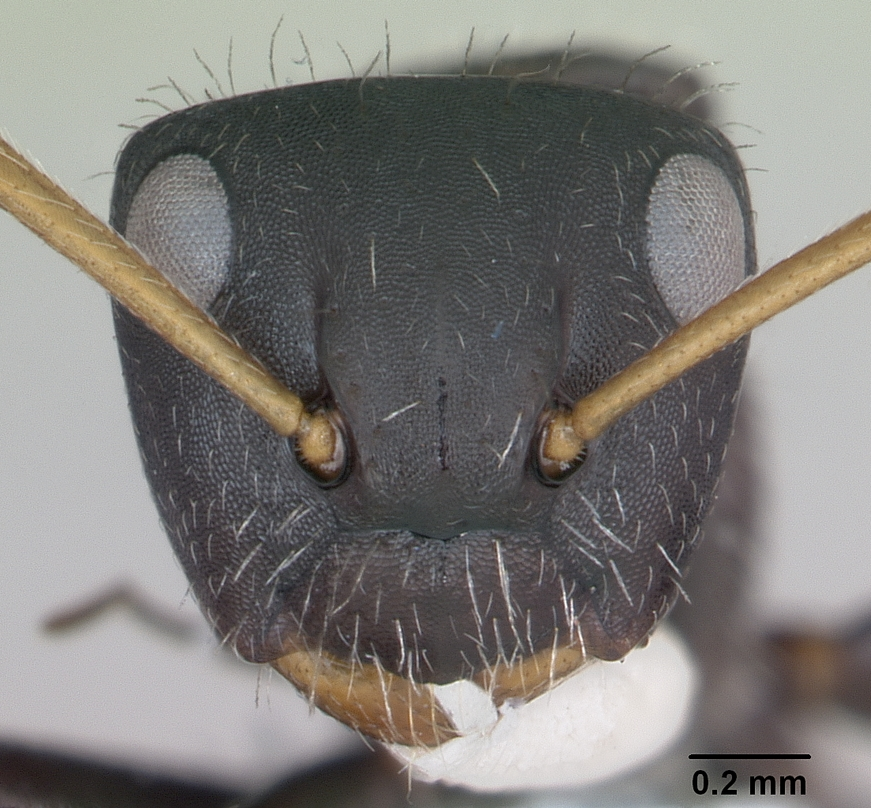